# Matchroom Professional Championship
Die Matchroom Professional Championship (in den Jahrgängen 1986 und 1987 auch als Matchroom Trophy bezeichnet) war ein dreimal in den 1980er-Jahren ausgetragenes professionelles Snookerturnier mit dem Status eines Einladungsturniers. Es fand zwischen 1986 und 1988 im Cliffs Pavilion in der englischen Küstenstadt Southend-on-Sea östlich von London statt. Mit je einem Sieg sind Willie Thorne, Dennis Taylor und Steve Davis Rekordsieger des Turnieres; Taylor spielte zusätzlich mit einem 141er-Break das höchste Break der Turniergeschichte.

## Geschichte
In den 1980er-Jahren standen zahlreiche Spieler der Weltspitze bei Barry Hearns Management-Firma Matchroom Sport unter Vertrag. Mit der Matchroom Professional Championship fand sozusagen eine eigene Meisterschaft für diese Spieler statt. Die Erstausgabe des Turnieres fand Mitte September 1986 wie auch die nachfolgenden Ausgaben im Cliffs Pavilion in Southend-on-Sea statt. Die Ausgabe wird wie auch die nachfolgende Ausgabe teilweise als Matchroom Trophy 1986 tituliert. Es nahmen sechs Spieler teil, die insgesamt um ein Preisgeld von 100.000 Pfund Sterling spielten, auch wenn das Turnier ohne Sponsor auskam. Sieger des Turnieres wurde Willie Thorne, der im Finale Steve Davis mit 10:9 bezwang. Thorne spielte mit einem 137er-Break ebenfalls das höchste Break des Turnieres.
1987 fand das Turnier in etwa im Oktober mit sieben Spielern und einem Preisgeld von 125.000 £ erneut ohne Sponsor am selben Spielort statt. Thorne erreichte erneut das Finale, musste sich aber mit 3:10 Dennis Taylor geschlagen geben. Dieser spielte mit einem 141er-Break auch das höchste Break der Ausgabe und zugleich der Turniergeschichte. Ein Jahr später hatte das Turnier mit LEP erstmals einen Sponsor, dennoch blieben die meisten Parameter inklusive des Preisgeldes gleich, auch wenn sich die Teilnehmerzahl auf acht Spieler erhöhte. Mit Dennis Taylor erreichte erneut der Vorjahressieger das Endspiel und musste sich erneut seinem Gegner geschlagen geben; Steve Davis ging dank eines 10:7-Sieges als Turniersieger hervor. Mit einem 132er-Break spielte er auch das höchste Break. Anschließend wurde das Turnier eingestellt.

## Sieger
| Jahr                                                    | Austragungsort                                          | Sieger                                                  | Ergebnis                                                | Finalist                                                | Sponsor                                                 | Saison                                                  |
| Matchroom Professional Championship – Einladungsturnier | Matchroom Professional Championship – Einladungsturnier | Matchroom Professional Championship – Einladungsturnier | Matchroom Professional Championship – Einladungsturnier | Matchroom Professional Championship – Einladungsturnier | Matchroom Professional Championship – Einladungsturnier | Matchroom Professional Championship – Einladungsturnier |
| ------------------------------------------------------- | ------------------------------------------------------- | ------------------------------------------------------- | ------------------------------------------------------- | ------------------------------------------------------- | ------------------------------------------------------- | ------------------------------------------------------- |
| 1986                                                    | Southend-on-Sea – Cliffs Pavilion                       | Willie Thorne                                           | 10:9                                                    | Steve Davis                                             | –                                                       | 1986/87                                                 |
| 1987                                                    | Southend-on-Sea – Cliffs Pavilion                       | Dennis Taylor                                           | 10:3                                                    | Willie Thorne                                           | –                                                       | 1987/88                                                 |
| 1988                                                    | Southend-on-Sea – Cliffs Pavilion                       | Steve Davis                                             | 10:7                                                    | Dennis Taylor                                           | LEP                                                     | 1988/89                                                 |